# Cerithiopsis fayalensis
Cerithiopsis fayalensis là một loài ốc biển, là động vật chân bụng trong họ Cerithiopsidae, được tìm thấy ở tây nam ven biển Apulia, Ý. Nó được Watson mô tả năm 1880.